# Oglasodes nyasica
Oglasodes nyasica är en fjärilsart som beskrevs av George Francis Hampson 1926. Oglasodes nyasica ingår i släktet Oglasodes och familjen nattflyn. Inga underarter finns listade i Catalogue of Life.